# روينتي
بلدية روينتي (بالإسبانية: Ruente)‏، هي إحدى بلديات منطقة كانتابريا, المصنفة على أنها مقاطعة أيضاً، في شمال إسبانيا.
يبلغ عدد سكانها 966 نسمة وفقاً لإحصائية سنة (2002).